# جبل النفيشي
جبل النفيشي هو أحد الجبال السوداء المشهورة التي تجمعت من مقذوفات بركانية جراء سيول العصر الجليدي ضمن جبال رمان الأسمر. يقع في قرية سراء شرق هضبة الديرع جنوب مدينة حائل 50 كم ، بأسفل هذا الجبل من جهة الشرق وكذلك بداخله توجد بقايا لبعض المباني أو العمائر أو ربما قلاع قديمة جداً ومهدمة ، منها مدرجات حجرية ، وقد وجدت فيها بعض الأدوات التي تعود إلى العصرالحجري.